# Jean-Maurice Decubber
Pas d'image ? Cliquez ici

a Compétitions nationales et continentales officielles uniquement.

b Matchs officiels uniquement.
Dernière mise à jour le 26/11/2021.
Jean-Maurice Decubber, né le 10 septembre 1996 à L'Isle-d'Espagnac, est un joueur français, international belge, de rugby à XV qui évolue au poste de troisième ligne. 

## Biographie

### Carrière en club
Jean-Maurice Decubber naît à L'Isle-d'Espagnac, mais commence le rugby au sein de l'Antony Métro 92 en région parisienne, où son père est muté professionnellement. Il y reste jusqu'en 2007, date à laquelle sa famille retourne dans sa région d'origine, en s'installant à Pons. Il joue alors avec l'Union Barbézieux Jonzac, et intègre le Pôle d’Excellence régionale de Niort.
En 2015, il intègre les rangs espoirs de l'US Cognac. En 2016, il commence à évoluer avec l'équipe première du club, et est logiquement conservé lors de la fusion qui mène à la création de Union Cognac Saint-Jean-d'Angély. Il dispute 8 rencontres lors de la première saison, puis s'installe comme un joueur majeur à partir de 2018. Après sept saisons au club, il décide de rejoindre le RC Massy, avec pour projet d'obtenir la montée en Pro D2. Ce sera chose faite dès sa première saison au club. L'année suivante, il découvre la Pro D2 et y est titulaire avec Massy. Il ne peut toutefois empêcher la relégation de son club. Néanmoins, ses prestations individuelles lui permettent de rejoindre un club de haut de tableau de Pro D2, le RC Vannes.
Le 6 juin 2025, il signe officiellement en faveur du Soyaux Angoulême XV Charente. 

### Carrière en sélection
Ayant un grand-père belge, Jean-Maurice Decubber est éligible pour représenter la Belgique. Il commence par jouer au rugby à sept avec les Belgium Barbarians (en), puis intègre la sélection nationale à XV en 2017.

### Vie privée
Jean-Maurice Decubber est un passionné d'histoire. A ce titre il pratique la joute médievale.

## Statistiques

### En club
| 2015-2016 | US Cognac                        | 6   | 5  |
| 2016-2017 | US Cognac                        | 18  | 5  |
| 2017-2018 | Union Cognac Saint-Jean-d'Angély | 8   | 0  |
| 2018-2019 | Union Cognac Saint-Jean-d'Angély | 20  | 25 |
| 2019-2020 | Union Cognac Saint-Jean-d'Angély | 15  | 0  |
| 2020-2021 | Union Cognac Saint-Jean-d'Angély | 16  | 10 |
| 2021-2022 | RC Massy                         | 23  | 10 |
| 2022-2023 | RC Massy                         | 17  | 5  |
| 2015-2023 | Total                            | 103 | 60 |

### En sélection
| Année | Compétition | Matchs | Points | Essais | Transf. | Drops | Pénal. |
| ----- | ----------- | ------ | ------ | ------ | ------- | ----- | ------ |
| 2017  | REC         | 1      | -      | -      | -       | -     | -      |
| 2018  | REC         | 1      | -      | -      | -       | -     | -      |
| 2019  | REC         | 1      | 5      | 1      | -       | -     | -      |
| 2020  | REC         | 4      | 5      | 1      | -       | -     | -      |
| 2021  | Test match  | 1      | -      | -      | -       | -     | -      |
| 2022  | Test match  | 1      | -      | -      | -       | -     | -      |
| Total | Total       | 9      | 10     | 2      | -       | -     | -      |

| Essai | Adversaire | Lieu                               | Compétition | Date           | Résultat | Score |
| ----- | ---------- | ---------------------------------- | ----------- | -------------- | -------- | ----- |
| 1     | Roumanie   | Petit Heysel, Bruxelles            | REC 2019    | 17 mars 2019   | Défaite  | 17-43 |
| 1     | Russie     | Stade Fallon, Woluwe-Saint-Lambert | REC 2020    | 8 février 2020 | Victoire | 38-12 |